# 안전지대 VII~꿈의 도시
| 전문가 평가          | 전문가 평가 |
| 평가 점수            | 평가 점수   |
| 출처                 | 점수        |
| -------------------- | ----------- |
| CD 저널              | 긍정적      |
| TOWER RECORDS ONLINE | 긍정적      |

《안전지대 VII~꿈의 도시》(일본어: 安全地帯VII〜夢の都 안젠치타이세분~유메노 토[*])는 일본의 록 밴드 안전지대의 일곱 번째 스튜디오 음반이다. 1990년 7월 25일에 유니버셜 뮤직으로부터 발매되어 전작 《안전지대 VI~달에 젖은 두 사람》 (1988년)보다 약 2년 3개월만에 발매된 작품으로 1988년의 활동 중지 선언 이래가 되는, 활동 재개 후 첫 음반이다. 전곡 모두 작사는 마츠이 고로, 작곡은 타마키 코지, 프로듀서는 안전지대 및 호시 카츠, 카네코 쇼헤이가 맡았다.
녹음은 같은 해에 일본 내에서 이루어졌으며, 전작까지와 같은 게스트 뮤지션은 참가하지 않고 안전지대 5명에 의해 연주된 곡이 수록되어 있다. 전작까지의 러브송을 중심으로 한 구성이 아니라 세계 정세 등에 영향을 받은 가사 등으로 록 밴드 다움을 추구했으며 원점회귀를 목표로 한 내용이다.
이 음반은 오리콘 차트 최고위 2위를 차지했다.

## 배경
전작 《안전지대 VI~달에 젖은 두 사람》 발매 후, 안전지대는 같은 해 4월부터 7월 23일의 홍콩 콜로세움까지 《MIASS CONCERT 안전지대 VI》라는 제목의 콘서트 투어를 17개 도시 전 24개 공연에서 감행했다. 그 후 8월 24일에 후지 TV 계열 음악 프로그램 《밤의 히트 스튜디오 DELUXE》 (1985년~1989년)에 출연했을 때, "보다 좋은 음악을 하고 싶으니까, 조금만 시간을 주세요"라고 안전지대의 활동 휴지를 발표했다. 다음 8월 25일의 싱글 〈미소에 건배〉 발표를 마지막으로 안전지대는 활동이 중지되었다. 이 활동 휴지에 대해, 야하기 와타루는 "그래도 뭔가 해내고 있다고 하는 폐색감을 남겼다"라고 코멘트하고 있다.
같은 해 11월 18일에는 타마키의 첫 주연이 되는 후지 TV 계열 텔레비전 드라마 《나미키 거리의 남자~아이 러브 유부터 시작하자》가 방영되었으며 삽입곡으로 〈I Love You부터 시작하자〉가 사용되었다. 또 이 드라마에서는 타마키가 음악 감독을 맡았고, 로쿠치 카이쇼도 음악 제작에 참여했다. 로쿠치는 이외에도 11월 18일에 발매된 패밀리 컴퓨터용 소프트 《조개짐승 이야기》의 음악을 담당하고 있으며, 12월에는 타케자와 유타카나 야하기가 참가한 후지 TV계 텔레비전 애니메이션 《F》의 사운드트랙이 발매되었다. 12월 10일에는 안전지대로서의 첫 베스트 음반 《I Love You부터 시작하자 - 안전지대 BEST-》가 발매되었다.
1989년에 들어와, 타마키는 코바야시 카오루와의 더블 주연이 되는 TBS 계열 텔레비전 드라마 《힘든 녀석들》에 출연해, 1월 25일에 동드라마의 주제가로서 사용된 〈힘·들·어〉를 싱글로 발매했다. 3월 25일에는 〈빙점〉을 싱글로 발매했으며, 이 곡은 TV 아사히 개국 30주년 기념 드라마 《빙점》의 주제가로 사용되었다. 7월 25일에는 싱글 〈I'm Dandy〉를 발매했으며, 이 곡은 타마키의 주연 영화 제2탄이 되는, 동명 만화의 영화화 작품 《오른쪽 구부러진 댄디》의 주제가로 사용되었다. 11월 20일에는 싱글 〈가지마〉를 발매했으며 이 곡은 후지 TV 개국 30주년 기념 드라마 《안녕 이향란》의 주제가로 사용되었다.

## 녹음
녹음은 1990년 3월부터 6월까지 일본 국내의 키스톤 스튜디오에서 이루어졌다.
지난 3월 스튜디오에서 회동한 안전지대 5명은 그때 1991년 동계 유니버시아드 테마곡 1곡을 녹음하기 위해 모였을 예정이었으나 그대로 음반 녹음에 돌입해 6월까지 녹음이 이뤄지게 됐다.
음반에서는 전작과 같은 서포트 뮤지션을 기용하지 않고, 5명만의 연주에 구애받았으며, 게다가 키보드의 프로그래밍 작업 등도 멤버 스스로가 실시했다. 타마키는 음반에 관해 "원점으로 돌아가자"라는 슬로건을 내걸고 항상 5명이 스튜디오에 있는 상태를 유의하고 있었다. 이외에도 사운드 면이나 가사, 작품 구석구석까지 타마키 자신의 의향이 반영되어 "초심을 되찾자"는 생각에서 프로듀싱 크레딧은 안전지대로 크게 표기되어 있으며, 외부 뮤지션이 일체 참여하지 않은 작품이 되었다.
다나카 유지는 이 음반에 특별한 애착을 갖고 있으며 "한 번 쉬고 다시 시작할 때니까 기세가 있었고 밴드처럼 하자고 하는 것도 있었고"라고 말했다.

## 곡 목록
작사는 모두 마츠이 고로가 맡았고, 작곡은 모두 타마키 코지가 맡았다.
| #  | 제목                                    | 재생 시간 |
| -- | --------------------------------------- | --------- |
| 1. | 〈너는 잠을 잔다 (きみは眠る)〉         | 4:23      |
| 2. | 〈정열 (情熱)〉                         | 3:33      |
| 3. | 〈Lonely Far〉                          | 3:23      |
| 4. | 〈Seaside Go Go〉                       | 2:13      |
| 5. | 〈친구 (ともだち)〉                     | 3:58      |
| 6. | 〈그 여름을 쫓아 (あの夏を追いかけて)〉 | 3:46      |

| #   | 제목                                      | 재생 시간 |
| --- | ----------------------------------------- | --------- |
| 7.  | 〈…만약 (…もしも)〉                       | 4:48      |
| 8.  | 〈Big Star의 비극 (Big Starの悲劇)〉      | 2:51      |
| 9.  | 〈플라토닉 > DANCE (プラトニック>DANCE)〉 | 4:02      |
| 10. | 〈이 길은 어디로 (この道は何処へ)〉       | 4:02      |
| 11. | 〈꿈의 수도 (夢の都)〉                    | 2:33      |